# Joan Martí i Mercadal
Joan Martí i Mercadal (Barcelona, 31 d'agost de 1927) és un economista català. Fou alumne de la Mutua Escolar Blanquerna i de l'Escola Virtèlia. Professor i Intendent Mercantil, treballà i dirigí la indústria familiar tèxtil Barella Martí i Mercadal. Posteriorment, formà part d'un important gabinet d'assessoria d'empreses Ingenieros Consultores. Conseller-delegat del Banc d'Expansión Comercial, filial de Banca Catalana. El 1968 fou nomenat director general del Banc industrial de Catalunya, del que també en fou conseller. Posteriorment, conseller i director general del Grup Banca Catalana. En representació bancària fou conseller de diverses empreses com Tabasa, Marasia, Unitat Hermètica, Flamagás, Corberó, etc. Veterà soci d'Omnium Cultural, ha participat en la impulsió de diverses obres pro país com Cavall Fort, Nova Terra, Avui, Institut de Reinserció Social, setmanari Presència, Editorial Laia, Oriflama, Edicions S.A.
Soci fundador i ferm impulsor d'Enciclopèdia Catalana. Patró fundacional de Fundació Catalana i també de Fundació Enciclopèdia Catalana, Fundació Museu Història de la Medicina, Fundació Agrícola Catalana i Fundació Catalana de Comunicació.